# Oblaten der Jungfrau Maria
Die Oblaten der Jungfrau Maria (OMV) sind seit 1826 ein römisch-katholischer Männerorden. Ihr Gründer ist Pio Bruno Lanteri. Sie sind nicht zu verwechseln mit den im deutschsprachigen Raum besser bekannten Oblaten der Makellosen Jungfrau Maria OMI.

## Geschichte
Der piemontesische Theologe Bruno Lanteri gründete im Alter von 67 Jahren in Pinerolo bei Turin die an Alfons von Liguori orientierte und von Nikolaus Joseph Albert von Diesbach inspirierte Priesterkongregation der Oblaten der Jungfrau Maria (auch: Oblaten Mariens, italienisch: Oblati di Maria Vergine, französisch: Oblats de la Vierge Marie, englisch: Oblates of the Virgin Mary, Ordenskürzel OMV). 1826 gab es zwischen Lanteri und dem Oberen der französischen Oblaten der Makellosen Jungfrau Maria, Eugène de Mazenod, Gespräche mit dem Ziel der Zusammenlegung beider Kongregationen, doch erachtete Lanteri schließlich die Fusion als unmöglich, und es kam zur fast gleichzeitigen Approbation der beiden Orden (OMV mit Lanteri und OMI mit Mazenod) durch den Heiligen Stuhl in Rom. 
Der Orden OMV ist heute in Frankreich, Italien, den Vereinigten Staaten, Kanada, Brasilien, Argentinien, Nigeria und auf den Philippinen vertreten. Im deutschsprachigen Raum wirkt er derzeit nur in der Basilika Maria Loretto im Burgenland in Österreich.